# 북경반점 (영화)
《북경반점》은 1999년에 개봉한 대한민국의 영화이다.

## 캐스팅
- 김석훈 : 양한국 역
- 명세빈 : 한미래 역
- 신구 : 한 사장 역
- 정준 : 택중 역
- 명계남 : 주방장 역
- 김중기 : 창원 역
- 정웅인 : 라면 역
- 김경범 : 화학과 역
- 유연수 : 칼판 역
- 기주봉 : 40대 사내 역
- 이대로 : 이태리식당 요리사 역
- 최명수 : 춘장공장 왕 사장 역
- 황재연 : 만리장성 백 사장 역
- 최재영 : 만리장성 지배인 역
- 서희승 : 안동장 사장 역
- 조성덕 : 안동장 배달원 역
- 김은향 : 안동장 지빠우 역
- 김종구 : 신창상회 주인 역
- 신철진 : 춘장농장 관리인 역
- 장인한 : 칼가는 노인 역
- 홍석연 : 나이트클럽 손님 1 역
- 정명근 : 나이트클럽 손님 2 역
- 형유서 : 인력시장 요리사 역
- 이용철 : 만리장성 웨이터 역
- 강승용 : 손님 1 역
- 박민희 : 손님 2 / 나레이터 역
- 김철홍 : 손님 3 역
- 김민우 : 손님 4 역
- 이정선 : 손님 여 1 역
- 이호정 : 손님 여 2 역
- 리민 : 신참 역
- 유극장 : 사천 차주전자 사내 역
- 최정민 : 안동장 주방보조 역
- 김재영 : 택시기사 역
- 송영창 : 중소기업 사장 역
- 권영락 (특별출연)
- 김형준 (특별출연)
- 배장수 (특별출연)
- 신강호 (특별출연)
- 신철 (특별출연)
- 양윤모 (특별출연)
- 조희문 (특별출연)
- 송영창